# FADS6
FADS6 (англ. Fatty acid desaturase 6) – білок, який кодується однойменним геном, розташованим у людей на 17-й хромосомі. Довжина поліпептидного ланцюга білка становить 356 амінокислот, а молекулярна маса — 40 447.
| 10         |  | 20         |  | 30         |  | 40         |  | 50         |
| ---------- |  | ---------- |  | ---------- |  | ---------- |  | ---------- |
| MEPTEPMEPT |  | EPMEPTEPME |  | PARSAHRGGE |  | ALLRELEVLV |  | QDVVRTSSWW |
| ERHGVDCAIL |  | ALSLFALPAG |  | FLCLRWENAL |  | VFASGITILG |  | VCHYTLTVKG |
| SHLATHGALT |  | ESKRWSKIWL |  | LFFVEVCTAF |  | TAEHATHGHV |  | KMHHAYTNVV |
| GLGDSSTWRL |  | PCLNRYVYMF |  | LAPFLLPIAT |  | PLVAVERLRK |  | VELGTALRTL |
| ALISLGLYSH |  | YWLLLNVSGF |  | KNPSSALGCM |  | FLTRSLLAHP |  | YLHVNIFQHI |
| GLPMFSRDNK |  | PRRIHMMSLG |  | VLNLARLPVL |  | DWAFGHSIIS |  | CHVEHHLFPR |
| LSDNMCLKVK |  | PVVSQFLREK |  | QLPYNEDSYL |  | ARFQLFLRRY |  | EEFMVQAPPI |
| TELVGL     |  |            |  |            |  |            |  |            |

A: Аланін

C: Цистеїн

D: Аспарагінова кислота

E: Глутамінова кислота

F: Фенілаланін

G: Гліцин

H: Гістидин

I: Ізолейцин

K: Лізин

L: Лейцин

M: Метіонін

N: Аспарагін

P: Пролін

Q: Глутамін

R: Аргінін

S: Серин

T: Треонін

V: Валін

W: Триптофан

Кодований геном білок за функцією належить до оксидоредуктаз. 
Задіяний у таких біологічних процесах, як метаболізм жирних кислот, метаболізм ліпідів, біосинтез жирних кислот, біосинтез ліпідів, альтернативний сплайсинг. 
Локалізований у мембрані.